# Lưu Tứ Quý
Lưu Tứ Quý (tiếng Trung: 刘赐贵; sinh ngày 18 tháng 9 năm 1955) là chính khách nước Cộng hòa Nhân dân Trung Hoa. Ông là Ủy viên Ủy ban Trung ương Đảng Cộng sản Trung Quốc khóa XIX, nguyên Bí thư Tỉnh ủy tỉnh Hải Nam kiêm Chủ nhiệm Ủy ban Thường vụ Đại hội đại biểu nhân dân tỉnh Hải Nam. Ông từng là Tỉnh trưởng Chính phủ Nhân dân tỉnh Hải Nam, Cục trưởng Cục Hải dương Nhà nước Trung Quốc và Thị trưởng Chính phủ Nhân dân thành phố Hạ Môn, tỉnh Phúc Kiến.

## Tiểu sử

### Thân thế
Lưu Tứ Quý sinh ngày 18 tháng 9 năm 1955, người Huệ An, Tuyền Châu, tỉnh Phúc Kiến.

### Giáo dục
Tháng 8 năm 1981 đến tháng 8 năm 1983, Lưu Tứ Quý theo học lớp đào tạo cán bộ tại Trường Đảng Tỉnh ủy Phúc Kiến.
Tháng 9 năm 1994 đến tháng 12 năm 1996, ông theo học chuyên ngành quản lý kinh tế lớp chính quy, Học viện Hàm thụ thuộc Trường Đảng Trung ương Đảng Cộng sản Trung Quốc.
Tháng 10 năm 2000 đến tháng 10 năm 2002, ông theo học lớp chương trình học nghiên cứu sinh chuyên ngành sinh vật biển khoa hải dương tại Đại học Hạ Môn.
Tháng 9 năm 2001 đến tháng 1 năm 2002, ông theo học lớp nâng cao tại Trường Đảng Trung ương Đảng Cộng sản Trung Quốc.
Tháng 3 năm 2003 đến tháng 1 năm 2005, ông theo học chuyên ngành chủ nghĩa xã hội khoa học lớp nghiên cứu sinh tại chức ở Trường Đảng Trung ương Đảng Cộng sản Trung Quốc.

### Sự nghiệp
Tháng 2 năm 1973, thời kỳ Cách mạng Văn hóa, Lưu Tứ Quý là thanh niên trí thức tham gia đội sản xuất ở nông thôn tại đại đội Ngoại Thạch, công xã Hồng Đôn, huyện Thiệu Vũ, tỉnh Phúc Kiến và từng đảm nhiệm Bí thư Chi bộ Đoàn đại đội Ngoại Thạch, Bí thư Chi bộ Đảng đại đội Ngoại Thạch. Tháng 12 năm 1973, Lưu Tứ Quý gia nhập Đảng Cộng sản Trung Quốc. Tháng 10 năm 1976, ông là cán sự công xã Hồng Đôn rồi Bí thư Đoàn Thanh niên Cộng sản công xã Hồng Đôn và Phó Bí thư Đảng ủy công xã Hồng Đôn. Tháng 9 năm 1979, ông được bổ nhiệm làm Bí thư Đảng ủy Công xã Hồng Đôn, Chủ nhiệm Ủy ban Cách mạng công xã Hồng Đôn.
Tháng 7 năm 1983, Lưu Tứ Quý được luân chuyển làm Ủy viên Ban Thường vụ Huyện ủy kiêm Bí thư Ủy ban Chính trị Pháp luật Huyện ủy Thiệu Vũ nay là thành phố cấp huyện Thiệu Vũ, tỉnh Phúc Kiến. Tháng 10 năm 1983, Lưu Tứ Quý được bổ nhiệm giữ chức Phó Bí thư Huyện ủy Thiệu Vũ. Tháng 2 năm 1986, ông được luân chuyển làm Phó Bí thư Huyện ủy Quang Trạch, tỉnh Phúc Kiến. Tháng 10 năm 1988, ông được bổ nhiệm giữ chức Bí thư Huyện ủy Quang Trạch.
Tháng 3 năm 1993, Lưu Tứ Quý chuyển sang hoạt động trong tổ chức Đoàn Thanh niên Cộng sản tỉnh Phúc Kiến và được bổ nhiệm làm Phó Bí thư Thường trực Đoàn Thanh niên Cộng sản Tỉnh ủy Phúc Kiến tức Phó Bí thư Thường trực Tỉnh Đoàn Phúc Kiến kiêm Chủ tịch Hội Liên hiệp Thanh niên tỉnh Phúc Kiến.
Tháng 3 năm 1997, ông được bổ nhiệm làm Ủy viên Ban Thường vụ Thành ủy Phủ Điền, Phó Thị trưởng Thường trực Chính phủ nhân dân thành phố Phủ Điền. Tháng 8 năm 1998, ông được bổ nhiệm giữ chức Phó Bí thư Thành ủy Phủ Điền kiêm Phó Thị trưởng Thường trực Chính phủ nhân dân thành phố Phủ Điền. Tháng 12 năm 1999, ông thôi kiêm nhiệm chức vụ Phó Thị trưởng Thường trực Chính phủ nhân dân thành phố Phủ Điền.
Tháng 3 năm 2000, Lưu Tứ Quý được luân chuyển làm Cục trưởng Cục Hải dương và Ngư nghiệp tỉnh Phúc Kiến. Tháng 5 năm 2002, ông được bổ nhiệm giữ chức Phó Bí thư Thành ủy Long Nham, Phó Thị trưởng Chính phủ nhân dân thành phố Long Nham đồng thời tạm quyền Thị trưởng thành phố Long Nham. Tháng 12 năm 2002, ông chính thức được bầu làm Thị trưởng Chính phủ nhân dân thành phố Long Nham. Tháng 6 năm 2005, Lưu Tứ Quý được bổ nhiệm giữ chức Bí thư Thành ủy Long Nham. Tháng 2 năm 2007, ông được luân chuyển làm Phó Bí thư Thành ủy Hạ Môn đồng thời tạm quyền Thị trưởng Chính phủ nhân dân thành phố Hạ Môn, tỉnh Phúc Kiến. Tháng 4 năm 2007, ông chính thức được bầu giữ chức vụ Thị trưởng Chính phủ nhân dân thành phố Hạ Môn.
Ngày 12 tháng 2 năm 2011, Lưu Tứ Quý được bổ nhiệm giữ chức vụ thành viên tổ Đảng Bộ Tài nguyên Đất đai, Cục trưởng Cục Hải dương Nhà nước Trung Quốc thuộc Bộ Tài nguyên Đất đai Trung Quốc. Ngày 14 tháng 11 năm 2012, tại phiên bế mạc của Đại hội Đảng Cộng sản Trung Quốc lần thứ 18, ông được bầu làm Ủy viên Ủy ban Kiểm tra Kỷ luật Trung ương Đảng Cộng sản Trung Quốc khóa XVIII (CCDI).
Tháng 3 năm 2013, Trung Quốc cải tổ chính phủ, Cục Hải dương Nhà nước Trung Quốc sẽ thực hiện nhiệm vụ thực thi pháp luật biển dưới sự chỉ đạo của một cơ quan mới có tên "Cục Cảnh sát biển Trung Quốc (MPB)" và Lưu Tứ Quý được bổ nhiệm làm Chính ủy Cục Cảnh sát biển Trung Quốc (MPB) kiêm Cục trưởng Cục Hải dương Nhà nước Trung Quốc.
Tháng 12 năm 2014, ông được luân chuyển làm Phó Bí thư Tỉnh ủy Hải Nam, Bí thư tổ Đảng Chính phủ nhân dân tỉnh Hải Nam. Ngày 4 tháng 1 năm 2015, Lưu Tứ Quý được bổ nhiệm làm quyền Tỉnh trưởng Chính phủ Nhân dân tỉnh Hải Nam thay cho ông Tưởng Định Chi. Ngày 13 tháng 2 năm 2015, ông chính thức được bầu giữ chức vụ Tỉnh trưởng Chính phủ nhân dân tỉnh Hải Nam.
Ngày 1 tháng 4 năm 2017, Lưu Tứ Quý được bổ nhiệm làm Bí thư Tỉnh ủy Hải Nam. Ngày 19 tháng 5 năm 2017, tại Hội nghị lần thứ sáu của Đại hội đại biểu nhân dân khóa V tỉnh Hải Nam, ông được bầu kiêm nhiệm chức vụ Chủ nhiệm Ủy ban Thường vụ Đại hội đại biểu nhân dân tỉnh Hải Nam. Ngày 24 tháng 10 năm 2017, tại Đại hội Đảng Cộng sản Trung Quốc lần thứ XIX, Lưu Tứ Quý được bầu làm Ủy viên Ủy ban Trung ương Đảng Cộng sản Trung Quốc khóa XIX. Ngày 31 tháng 1 năm 2018, tại Hội nghị lần thứ nhất của Đại hội đại biểu nhân dân khóa VI tỉnh Hải Nam, ông được bầu tái đắc cử chức vụ Chủ nhiệm Ủy ban Thường vụ Đại hội đại biểu nhân dân tỉnh Hải Nam. Tháng 10 năm 2020, ông được miễn nhiệm chức vụ tại Hải Nam, nghỉ hưu khi 65 tuổi.